# Józef Kutyba
Józef Feliks Kutyba (ur. 9 lutego 1899 w Krakowie, zm. 9 kwietnia 1940 w Katyniu) – podpułkownik piechoty Wojska Polskiego, działacz niepodległościowy, kawaler Orderu Virtuti Militari, ofiara zbrodni katyńskiej.

## Życiorys
Syn Jana i Marii z domu Gomółka, urodzony 9 lutego 1899 w Krakowie. Był uczniem szkoły przemysłowej. Uczestniczył w działalności niepodległościowej w Drużynach Skautowych. Od czerwca 1914 należał do Związku Strzeleckiego, a także do Polskiej Organizacji Wojskowej. Uczestniczył w I wojnie światowej w szeregach Legionów Polskich, gdzie wstąpił w 1914. Jako podoficer liniowy 3 pułku piechoty odbył kampanię karpacką, bukowińską, besarbską i wołyńską. W 1917, po kryzysie przysięgowym internowany na Węgrzech. Od stycznia 1918 służył w Polskiej Sile Zbrojnej i walczył w szeregach 6 baonu strzelców, jako dowódca plutonu 3 kompanii. 

Po odzyskaniu przez Polskę niepodległości wstąpił do Wojska Polskiego. Brał udział w wojnie polsko-bolszewickiej. Został awansowany na stopień porucznika piechoty ze starszeństwem z 1 czerwca 1919. W listopadzie 1920 skierowany z 36 pułkiem piechoty na front, w ramach którego walczył do zakończenia wojny. 17 maja 1922 odznaczono go orderem wojskowym „Virtuti Militari” V klasy, a we wniosku o jego nadanie, czytamy m.in.:

W kampanii karpackiej odznaczył się jako dowódca niebezpiecznych patroli górskich; 4 listopada 1915 r. odznaczył się odwagą w kontrataku 3 baonu 3 pp w czasie walk na przyczółku tzw. Reducie Piłsudskiego; 3 sierpnia 1916 r. w kontrataku pod Rudką Miszyńską przedostał się przez ogień zaporowy nieprzyjaciela i odtworzył sytuację na odcinku 2 pp; 5 sierpnia 1916 r. w bitwie pod Polską Górą jako jeden z pierwszych przeszedł do kontrataku do pierwszej linii powstrzymywania wojsk nieprzyjaciela; 29 września 1916 r. zrobił wypad pod Sławskiem na przedpole nieprzyjaciela i rozpędził go granatami ręcznymi.

W 1923 nadal służył w szeregach 36 pułku piechoty. Następnie został awansowany na stopień kapitana piechoty ze starszeństwem z dniem 1 lipca 1923. W 1925 ukończył kurs młodszych oficerów w Chełmnie, a następnie służył w Batalionie Manewrowym w Rembertowie, pozostając oficerem nadetatowym 36 pułku piechoty. Od 1927 pełnił służbę w 3 pułku strzelców podhalańskich w Bielsku. W 1931 został awansowany na stopień majora piechoty ze starszeństwem z dniem 1 stycznia 1932. 23 marca 1932 został wyznaczony na stanowisko obwodowego komendanta Przysposobienia Wojskowego. Następnie został przeniesiony do 35 pułku piechoty w Brześciu na stanowisko dowódcy batalionu. 31 sierpnia 1935 został przesunięty na stanowisko kwatermistrza. Wiosną 1937 awansowany na stopień podpułkownika. Przydzielony do 50 pułku piechoty Strzelców Kresowych, stacjonującym w garnizonie Kowel, gdzie od 31 marca do września 1939 był zastępcą dowódcy pułku.
Po wybuchu II wojny światowej 1939 w okresie kampanii wrześniowej, jako pierwszy zastępca dowódcy 50 pułku piechoty, pełnił także funkcję dowódcy batalionu nadwyżek 50 pp w ramach Ośrodka Zapasowego 27 Dywizji Piechoty we Włodzimierzu Wołyńskim. Był dowódcą odcinka grupy „Włodzimierz” gen. Kazimierza Sawickiego. Po agresji ZSRR na Polskę, 20 września 1939 dostał się do niewoli sowieckiej i od 28 października przetrzymywany był w obozie jużskim, a następnie – w listopadzie lub na początku grudnia 1939, został przewieziony do obozu  jenieckiego w Kozielsku. 7 kwietnia 1940 został przekazany do dyspozycji naczelnika Zarządu NKWD Obwodu Smoleńskiego – lista wywózkowa 015/2 z 5 kwietnia 1940, pozycja 26. Został zamordowany 9 kwietnia 1940 w Katyniu przez funkcjonariuszy Obwodowego Zarządu NKWD w Smoleńsku oraz pracowników NKWD przybyłych z Moskwy na mocy decyzji Biura Politycznego KC WKP(b) z 5 marca 1940. Ofiary tej zbrodni grzebano w bezimiennych mogiłach zbiorowych, gdzie od 28 lipca 2000 mieści się oficjalnie Polski Cmentarz Wojenny w Katyniu. W miejscu tym prowadzone były ekshumacje i prace archeologiczne. Zidentyfikowany podczas ekshumacji nadzorowanych przez Niemców, w 1943 pod numerem 481 – dosł. opisany jako Kutyba Josef (raport dzienny z 24 kwietnia 1943). Przy jego szczątkach znaleziono legitymację lub zaświadczenie Towarzystwa Narciarskiego, legitymację nadania krzyża Virtuti Militari, książkę wojskową oraz wizytówki. Figuruje na liście Komisji Technicznej PCK pod numerem 0481, wskazany jako podpułkownik urodzony 9 lutego 1899 w Krakowie. W Archiwum Robla w pakiecie 0867-08 wymieniony w niedatowanym wpisie z okresu działań wojennych z wrześniu 1939, w pamiętniku znalezionym przy szczątkach Józefa Trepiaka, a także wśród nazwisk w notatniku znalezionym przy szczątkach Łukasza Zwierkowskiego (pakiet 03-01). Wspominał o nim również w swoim pamiętniku zamordowany w Katyniu mjr Adam Solski, który jechał wraz z Józefem Kutybą tym samym transportem na śmierć (pakiet 0490-29).
Jego żoną była Józefa z d. Skoczek, z którą miał dwoje dzieci: syna Jana (ur. 4 lipca 1923) i córkę Halinę (ur. 3 września 1929) – po mężu Borek.

## Ordery i odznaczenia
- Krzyż Srebrny Orderu Wojskowego Virtuti Militari nr 7393 – 17 maja 1922[6][1][2][32]
- Krzyż Niepodległości – 12 maja 1931 „za pracę w dziele odzyskania niepodległości”[33][34]
- Krzyż Walecznych czterokrotnie[1]
- Srebrny Krzyż Zasługi – 17 marca 1930[35][1]
- Medal Pamiątkowy za Wojnę 1918–1921[3]
- Medal Dziesięciolecia Odzyskanej Niepodległości[3]
- Państwowa Odznaka Sportowa
- Odznaka Strzelecka[36]

## Upamiętnienie
5 października 2007 minister obrony narodowej Aleksander Szczygło mianował go pośmiertnie na stopień pułkownika. Awans został ogłoszony 9 listopada 2007 w Warszawie, w trakcie uroczystości „Katyń Pamiętamy – Uczcijmy Pamięć Bohaterów”.
W ramach akcji „Katyń... pamiętamy” / „Katyń... Ocalić od zapomnienia” Józef Kutyba został uhonorowany poprzez zasadzenie Dębu Pamięci przy Publiczne Gimnazjum im. Jana Pawła II w Odrzywole.